# Prunus cerasifera
Prunus cerasifera, prunus myrobolana, comummente conhecida como abrunheiro-de-jardim, é uma espécie do género Prunus, a que pertencem as ameixeiras, cerejeiras, pessegueiros, damasqueiros e amendoeiras. É uma árvore originária da Ásia Central até aos Balcãs que pode atingir oito metros de altura. Produz frutos avermelhados, com 2-3 cm de diâmetro. 
A ameixa ácida, apanhada verde na primavera, ou madura, no outono, é usada frequentemente na culinária da Geórgia, onde é conhecida com o nome tkemali, para temperar sopas e guisados. 